# Mihael
Mihael je moško osebno ime.

## Izvor imena
Mihael je svetopisemsko ime. Izhaja prek latinskega Michael in grškega Μιχαήλ (Mikhaíl) iz hebrejskega מיכאל (Micha'el) z nekdanjim pomenom »kdor je kakor Bog«.

## Različice imena
- moške različice imena: Mihail, Mihailo, Mihajel, Mihaj, Mihajilo, Mihajlo, Mihal, Mihalj, Mihej, Miheil, Mihi, Miho, Mihol, Mihovil, Mihec, Mihej, Mihel, Mijat, Mijo, Mike, Miša, Mišo
- privzeti imeni: Michael (iz ang.), Michel (iz fra.)
- ženska različica imena: Mihaela, Miša

## Tujejezične različice imena
- pri Angležih: Michael, Mitchel(l) (Mick, Mike...); Michelle (ž. oblika)
- pri Fincih, Estoncih: Mikael
- pri Francozih: Michel
- pri Hrvatih: Mihovil, Miho
- pri Ircih: Micheál, Michael
- pri Italijanih: Michele
- pri Madžarih: Mihály
- pri Čehih in Slovakih: Michal
- pri Poljakih in Lužiških Srbih: Michał
- pri Rusih in Belorusih: Mihail (Михаил oz. Міхаіл)
- pri Ukrajincih, Srbih, Bolgarih: Mihajlo, Mihailo
- pri Romunih: Mihai
- pri Latvijcih: Miķelis
- pri Litvancih: Mykolas
- pri Špancih in Portugalcih: Miguel
- pri Kataloncih: Miquel
- pri Okcitancih: Miquèl
- pri Grkih: Michael
- pri Nizozemcih: Michaël, Machiel
- pri Gruzincih: Mikheil/Miheil
- pri Armencih: Mikayel

## Pogostost imena
Po podatkih Statističnega urada Republike Slovenije je bilo na dan 31. decembra 2007 v Sloveniji število moških oseb z imenom Mihael: 3.729. Med vsemi moškimi imeni pa je ime Mihael po pogostosti uporabe uvrščeno na 68. mesto.

## Osebni praznik
V našem koledarju z izborom svetniških imen, udomačenih med Slovenci in njihovimi godovnimi dnevi po novem bogoslužnem koledarju je ime Mihael zapisano 4 krat. Pregled godovnih dni v katerih poleg Mihaela godujejo še Boživoj in osebe katerih imena nastopajo kot različice navedenih imen.
- 10. april, Mihael, redovnik († 10. apr. 1625)
- 14. maj, Mihael Garicoits, redovni ustanovitelj († 14. maja 1863)
- 21. september, Mihael Černikov, mučenec († 21. sep. 1246)
- 29. september, nadangel Mihael

## Priimki nastali iz imena
Iz imena Mihael in njegovih različic so nastali naslednji priimki: Mihalič, Mihel, Mihelač, Mihelak, Mihelčič, Mihelič, Mihelin, Mihevc in drugi.

## Zanimivosti
- V Sloveniji je 65 cerkva sv. Mihaela. Po njih je poimenovani tudi več naselij z imenom Šmihel.
- Praznik sv. Mihaela, tj. mihaélovo velja na kmetih za začetek jeseni. Sezonski delavci, ki so na jurjevo začeli, so na mihaélovo končali z delom.